# Razz
Razz – odmiana pokera Stud, grana w formie „as do piątki” (lowball poker). Gra polega na uzyskaniu najlepszego niskiego układu z kart, które otrzyma gracz. Strity i kolory się nie liczą. As jest zwykle niską kartą. Najlepszy możliwy układ w Razz to 5-4-3-2-A zwany również "wheel". Jest częścią gier mieszanych H.O.R.S.E, gdzie występuje jako "R".  
Dzisiaj odmiana ta jest popularna głównie w formie turniejów w kasynach (World Series of Poker), rzadziej jako gry stolikowe (np. Los Angeles). Szeroko dostępna w ofercie pokojów pokerowych online. W grze uczestniczy od 2 do 8 osób. 

## Zasady gry
Wszyscy gracza otrzymują 2 karty zakryte i 1 odkrytą kartę. Bring-in płaci osoba, której karta jest najwyższa. Wartość kart jest taka sama jak w innych odmianach pokera. Obowiązuje starszeństwo kolorów. 
W Razz rundy licytacji przebiegają tak samo jak w 7 Card Stud. Licytację rozpoczyna (oprócz bring-in) osoba, która ma najniższy układ, czyli taki, który jest w tym momencie najlepszy. 
Po zakończeniu ostatniej rundy licytacji, następują odsłonięcie kart. Pod uwagę bierze się najniższy układ składający się z pięciu kart. Dwie pozostałe się nie liczą. 
Nie ma żadnych ograniczeń co do tego, jaki jest zwycięski układ. Jeżeli najniższy układ to para, to gracz wygrywa pulę. Układ liczony jest od najwyższej karty w dół. Układ 7-6-5-4-3 jest lepszy niż 8-4-3-2-A. W przypadku gdy dwóch graczy ma taki sam układ, następuje podział puli.

## World Series of Poker
Razz jest jednym z turniejów World Series of Poker. Po raz pierwszy turniej w tej odmianie rozegrano w 1971 roku. Od tego momentu tylko raz (w 1972 roku) nie znalazł się w harmonogramie imprezy. W 2004 roku telewizja ESPN nagrała relację z turnieju. Jego zwycięzcą został wtedy T.J. Cloutier. Po emisji programu popularność Razz znacznie wzrosła. Odmiana pojawiła się w pokojach internetowych.